# NGC 4613
NGC 4613 is een spiraalvormig sterrenstelsel in het sterrenbeeld Hoofdhaar. Het hemelobject werd op 9 mei 1864 ontdekt door de Duits-Deense astronoom Heinrich Louis d'Arrest.

## Synoniemen
- MCG 4-30-11
- MK 780
- ZWG 129.16
- KUG 1239+263A
- PGC 42570